# Houtzdale
Houtzdale és una població dels Estats Units a l'estat de Pennsilvània. Segons el cens del 2000 tenia 941 habitants.

## Demografia
Segons el cens del 2000, Houtzdale tenia 941 habitants, 380 habitatges, i 275 famílies. La densitat de població era de 1.038,1 habitants per quilòmetre quadrat.
Dels 380 habitatges en un 34,5% hi vivien nens de menys de 18 anys, en un 51,1% hi vivien parelles casades, en un 15,3% dones solteres, i en un 27,4% no eren unitats familiars. En el 25,8% dels habitatges hi vivien persones soles l'11,8% de les quals corresponia a persones de 65 anys o més que vivien soles. El nombre mitjà de persones vivint en cada habitatge era de 2,47 i el nombre mitjà de persones que vivien en cada família era de 2,89.
Per edats la població es repartia de la següent manera: un 25,8% tenia menys de 18 anys, un 5,8% entre 18 i 24, un 27,2% entre 25 i 44, un 22,4% de 45 a 60 i un 18,7% 65 anys o més.
L'edat mediana era de 39 anys. Per cada 100 dones de 18 o més anys hi havia 83,7 homes.
La renda mediana per habitatge era de 29.219 $ i la renda mediana per família de 33.309 $. Els homes tenien una renda mediana de 27.039 $ mentre que les dones 20.438 $. La renda per capita de la població era de 14.177 $. Entorn del 9,3% de les famílies i el 12,3% de la població estaven per davall del llindar de pobresa.

## Poblacions més properes
El següent diagrama mostra les poblacions més properes.